# Мессо
Мессо — упразднённая деревня на территории Тазовского района Ямало-Ненецкого автономного округа России.

## География
Расположена была на берегу протоки Индикъяха, относящейся к реке Мессояха (Мессо-Яха или Мессо), в 64 км к северу по прямой от райцентра, посёлка Тазовский.
К северу от бывшей деревни простирается Мессо-Яхинский природный заказник.

## История
С 1930-х до 1996 гг. здесь находилась фактория Мессо (первоначально — фактория Уралгосторга). Вокруг фактории с 1940-50-х гг. разрастался посёлок ненцев-оленеводов, затем — деревня.
Деревня подчинялась Тазовскому поссовету, затем — Тазовской поселковой администрации.
В 2006 году деревня Мессо была упразднена в связи с прекращением существования этого населённого пункта.

## Население
| 1989 | 2002 |
| ---- | ---- |
| 643  | ↘626 |

По данным переписи населения 1989 года в деревне жило 643 человека, по данным переписи 2002 года — 626 человек, 99 % из которых — ненцы.